# Villedieu-lès-Bailleul
Villedieu-lès-Bailleul är en kommun i departementet Orne i regionen Normandie i nordvästra Frankrike. Kommunen ligger i kantonen Trun som tillhör arrondissementet Argentan. År 2022 hade Villedieu-lès-Bailleul 207 invånare.

## Befolkningsutveckling
Antalet invånare i kommunen Villedieu-lès-Bailleul
| Referens: INSEE |